# Pseudo-Séneca

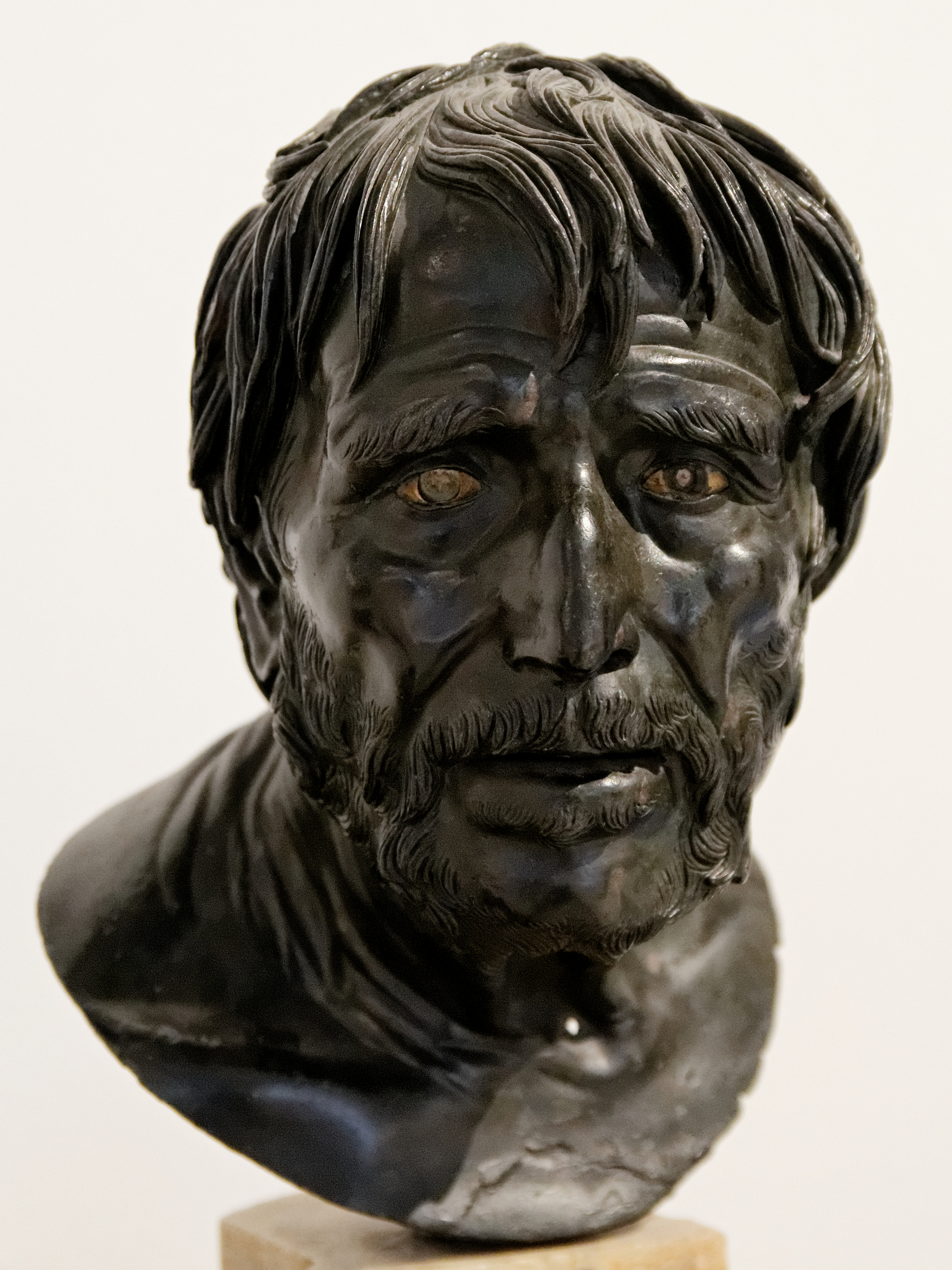
Un busto pseudo-Séneca recuperado de la Villa de los Papiros en Herculano.

El pseudo-Séneca es un busto de bronce romano de finales del siglo I a. C. que fue descubierto en la Villa de los Papiros en Herculano en 1754, el mejor ejemplo de unas dos docenas de modelos representando la misma cara. Originalmente se presumía que representaba a Séneca el Joven, pues sus rasgos demacrados dejaban en suposición que reflejaban su filosofía estoica. Sin embargo, eruditos modernos afirman en que es seguramente un retrato ficticio, probablemente destinado a representar a Hesíodo o Aristófanes. Se piensa que el modelo original fue un bronce griego del 200 a. C. Se halla conservado en el Museo Arqueológico Nacional de Nápoles.
Este término también es usado para los autores inciertos de varios textos antiguos y medievales, así como De remediis fortuitorum, que relatan ser hechas por el autor romano. Al menos algunos de estos parecen preservar y adaptar contenido genuino de Séneca, por ejemplo el Formula vitæ honestæ o De differentiis quatuor virtutumvitæ honestæ de San Martín de Braga. Manuscritos tempranos preservan el prefacio de Martín, donde hace claro que esto fue su adaptación, pero en copias posteriores esto fue omitido, y la obra fue totalmente sabida como una de Séneca.

## Historia
El tipo de este busto se identificó por primera vez como un "genuino" retrato contemporáneo  de Séneca por Theodor Galle, llamado Gallaeus, en una reedición de Amberes del Imagines et Elogia Virorum Illustrium et Eruditor ex Antiquis Lapidibus et Nomismatib[us] de Fulvio Orsini, en un momento en el que la imagen ejemplar del gran hombre era más inspiradora que la calidad y el carácter de la obra de arte que lo encarnaba. Por el siglo XVII, se habían descubierto alrededor de una docena de modelos del intenso y demacrado «pseudo-Séneca», y desde entonces se han descubierto muchos más.
Siguiendo el ejemplo de Cicerón, que había decorado su estudio con bustos, o del imagines illustrium que poblaban la villa en Sorrento de Pollius Felix, descrito por Estacio, gentilhombres y eruditos de los siglos XVI y XVII fueron ávidos de tener modelos de los grandes escritores de la Antigüedad clásica constantemente ante sus ojos: "los eruditos por toda Europa miraron con asombro y devoción al filósofo estoico, demacrado, incluso tosco, desdeñoso del lujo y la corrupción de la corte de Nerón, y pronto para suicidarse". Una versión de principios del siglo XVII de la cabeza, ahora entre los mármoles Arundel en el Museo Ashmolean, probablemente le perteneció al pintor de la corte Peter Paul Rubens.
De la versión herculana del pseudo-Séneca, como todavía se conoce ampliamente, la sobresaliente calidad fue velozmente reconocida por Winckelmann, aunque ya empezó a dudar en que el busto fuese el de Séneca ya en 1764. Se publicó un grabado de él en la serie de folios magníficamente producidos que aparecieron bajo el patrocinio real de Fernando I de las Dos Sicilias, Le Antichità di Ercolano (vol. V, 1767).
En 1813, se encontró una imagen romana de Séneca en un retrato de una herma de mármol con inscripciones, que mostraba a un hombre con rasgos bastante diferentes. Desde entonces, se ha conjeturado que el busto representa a muchas otras personas, incluidos Esopo, Arquíloco, Aristófanes, Calímaco, Carnéades, Epicarmo, Eratóstenes, Eurípides, Hesíodo, Hipónaco, Lucrecio, Filemón y Filetas de Cos. Gisela Richter sugirió que Hesíodo parecía ser el más aceptable, una sugerencia que otros comentaristas han respaldado.

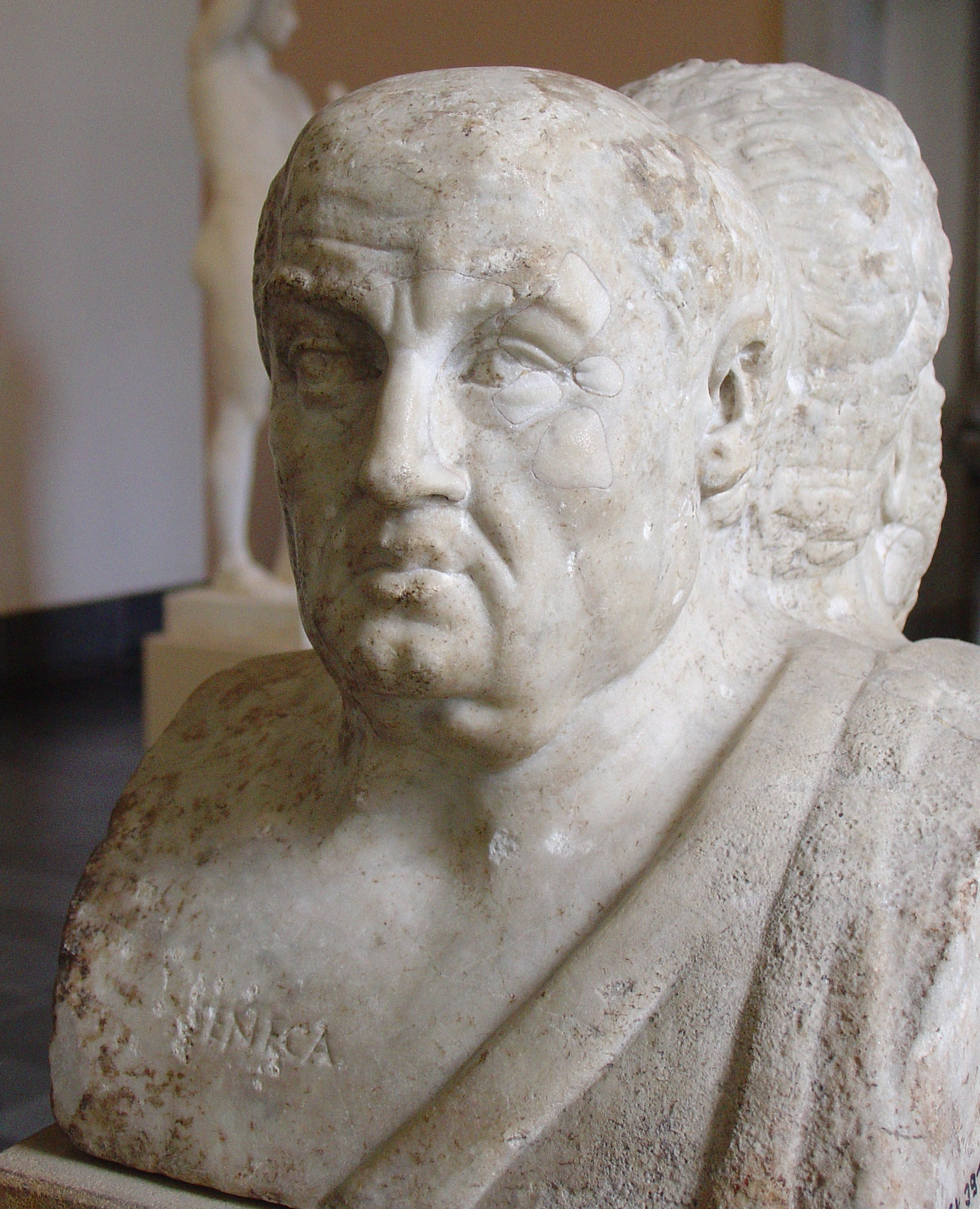
Busto de Séneca, parte de la doble herma descubierta en 1813 (Antikensammlung Berlin)

Erika Simon creyó que representaba a Hesíodo y que el original perdido se creó en el círculo de Crates de Malos y los escultores frisios del Altar de Pérgamo. La presentación en línea del Museo Archeologico Nazionale, describe el estado de la discusión de la siguiente manera:

Actualmente, la interpretación prevalente es que la cabeza es un retrato de un dramaturgo, dada la presencia, en una copia ahora en el Museo delle Terme en Roma, de una corona de hiedra, el precio para contextos teatrales: algunos eruditos específicamente lo identifican como Aristófanes, pues el tipo en cuestión está asociado en una doble herma de la Villa Albani, con el retrato de Menandro; según otros expertos, puede ser un retrato de Esopo, Hesíodo, Calímaco o Apolonio de Rodas. Podemos, por tanto, estar considerablemente certeros en que la persona representada tuvo que haber sido extremadamente famosa, como está probado por el gran número de copias supervivientes, que cuentan un total de 40. Desde el punto de vista cualitativo, la cabeza dispone de una manufactura excelente; en lugar de ser una copia, quizás podría ser incluso el original del cual todos los otros están reproducidos, y debería ser observado como un retrato de reconstrucción el cual las arrugas y pliegues acentuados de la cara y frente del hombre, las pintas intencionadamente revoltosas y el contraste del cuello arrugado abiertamente con la firme, penetrante mirada. El original debería ser atribuido a la tendencia del virtuosismo realista, fechable a entre el tercer o segundo siglo a.C.